# Serranochromis
Serranochromis is een geslacht van straalvinnige vissen uit de familie van de cichliden (Cichlidae).

## Soorten
- Serranochromis altus Winemiller & Kelso-Winemiller, 1991
- Serranochromis angusticeps (Boulenger, 1907)
- Serranochromis jallae (Boulenger, 1896)
- Serranochromis janus Trewavas,  1964
- Serranochromis longimanus (Boulenger, 1911)
- Serranochromis macrocephalus (Boulenger, 1899)
- Serranochromis meridianus Jubb, 1967
- Serranochromis robustus (Günther, 1864)
- Serranochromis spei Trewavas,  1964
- Serranochromis stappersi Trewavas,  1964
- Serranochromis thumbergi (Castelnau, 1861)